# De wegen van Valentina
 De wegen van Valentina  is een roman uit 2014 van Gerrit Brand en werd uitgegeven door uitgeverij Nobelman.

## Verhaal
De roman handelt over twee echtparen die in twee auto's onderweg zijn van Nederland naar Portugal. In Portugal hebben ze een huis met zwembad gehuurd waar ze enkele weken vakantie door willen brengen. Voor dit verhaal liet Gerrit Brand zich inspireren door een kort verhaal van Michelangelo Antonioni. De Italiaanse filmmaker Antonioni publiceerde een boek (Quel bowling sul Tevere, 1983) met korte verhalen of zoals hij zelf liever zei, nuclei, kernen, eigenlijk meer ideeën voor films die hij in gedachten had dan complete korte verhalen, hoewel hij ze zelf wel een bepaalde literaire waarde toekende. De wegen van Valentina is gebaseerd op het verhaal Un mucchio de bugie, (een hoop leugens).
Zowel in Antonioni's verhaal als in de De wegen van Valentina wordt een van de vrouwen verliefd op de man van de andere vrouw. De man voelt zich vereerd en ziet het als een buitenkansje om het nog eens aan te kunnen leggen met een andere vrouw. Ondanks het feit dat ze met zijn allen in een ongemakkelijke situatie zijn terechtgekomen besluiten ze de reis toch voort te zetten. Het boek lijkt eenvoudig maar zit net als het werk van Antonioni vol met verwijzingen en eigenaardigheden.

## Verteltechniek
De roman is geschreven in de tegenwoordige tijd zodat de lezer het verhaal als een film meebeleeft. In het boek is geen plaats ingeruimd voor stijlelementen als flashbacks of monologues intérieurs.

## Omslagontwerp
Het omslag van het boek is ontworpen door de Italiaans-Belgische striptekenaar, graficus en illustrator Antonio Lapone (Turijn, 1970). Hij tekent in de retrosfeer van de jaren vijftig en zestig van de twintigste eeuw.